# Trực Tuấn
Trực Tuấn là một xã thuộc huyện Trực Ninh, tỉnh Nam Định, Việt Nam.
Xã Trực Tuấn có diện tích 5,73 km², dân số năm 1999 là 6847 người, mật độ dân số đạt 1195 người/km².